# Liste der Biografien/Sq
Liste der Biografien |
Portal Biografien |
Personensuche
# |
A |
B |
C |
D |
E |
F |
G |
H |
I |
J |
K |
L |
M |
N |
O |
P |
Q |
R |
S |
T |
U |
V |
W |
X |
Y |
Z |
?
 
Sa |
Sb |
Sc |
Sd |
Se |
Sf |
Sg |
Sh |
Si |
Sj |
Sk |
Sl |
Sm |
Sn |
So |
Sp |
Sq |
Sr |
Ss |
St |
Su |
Sv |
Sw |
Sy |
Sz
Die Liste der Biografien führt alle Personen auf, die in der deutschsprachigen Wikipedia einen Artikel haben. Dieses ist eine Teilliste mit 51 Einträgen von Personen, deren Namen mit den Buchstaben „Sq“ beginnt.

## Sq

### Squ
- Squair, James (1884–1909), schottischer Fußballspieler
- Squanto († 1622), Pawtuxet-Indianer
- Squarcialupi, Antonio (1416–1480), italienischer Organist und Komponist
- Squarcialupi, Gaia (* 1997), italienische Tennisspielerin
- Squarciapino, Franca, italienische Kostümbildnerin und Oscar-Preisträgerin
- Squarcini, Bernard (* 1955), französischer Verwaltungsfunktionär
- Squarcione, Francesco, italienischer Maler der paduanischen Schule
- Square, Greydon, US-amerikanischer Rapper
- Squarepusher (* 1975), britischer Drill-’n’-Bass-Musiker und Bassist
- Squeo, Carlos (1948–2019), argentinischer Fußballspieler
- Squeo, Daniele (* 1985), italienischer Dirigent
- Squerciati, Marina (* 1984), US-amerikanische Schauspielerin
- Squiban, Didier (* 1959), bretonischer Pianist, Jazz-Pianist
- Squiban, Maëva (* 2002), französische Radrennfahrerin
- Squibb, June (* 1929), US-amerikanische SchauspielerinJune Squibb (* 1929)

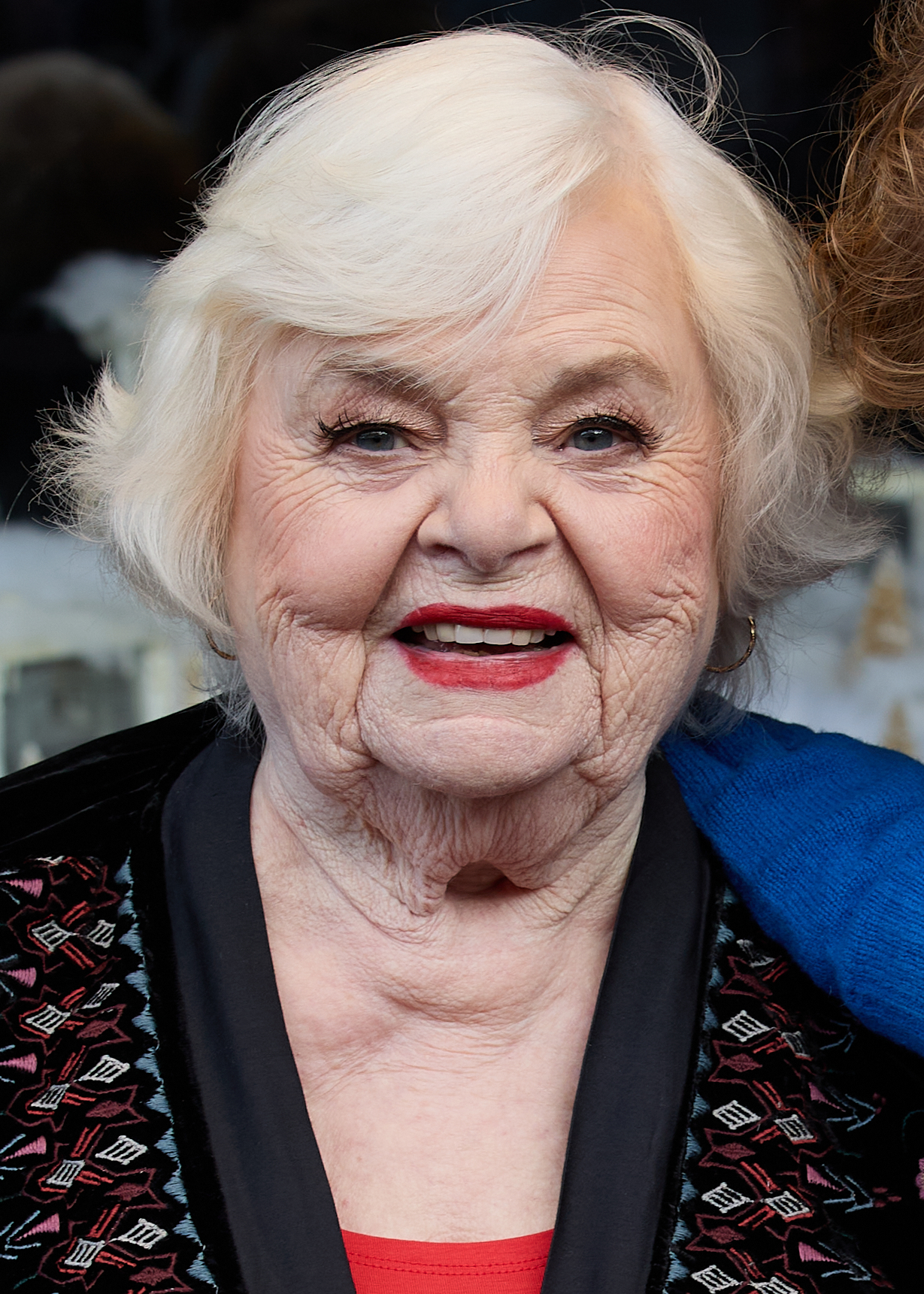
June Squibb (* 1929)

- Squicciarini, Donato (1927–2006), römisch-katholischer Erzbischof, Diplomat und Apostolischer Nuntius
- Squier, Billy (* 1950), US-amerikanischer Sänger und Gitarrist
- Squier, Ephraim George (1821–1888), US-amerikanischer Archäologe
- Squillaci, Sébastien (* 1980), französischer Fußballspieler
- Squillante, James (* 1919), US-amerikanischer Mobster
- Squillari, Franco (* 1975), argentinischer Tennisspieler
- Squintani, Ambrogio (1885–1960), Bischof von Ascoli Piceno in Italien
- Squinzi, Giorgio (1943–2019), italienischer Industrieller und Confindustrie-Vorsitzender
- Squire, Chris (1948–2015), britischer RockmusikerChris Squire (1948–2015)

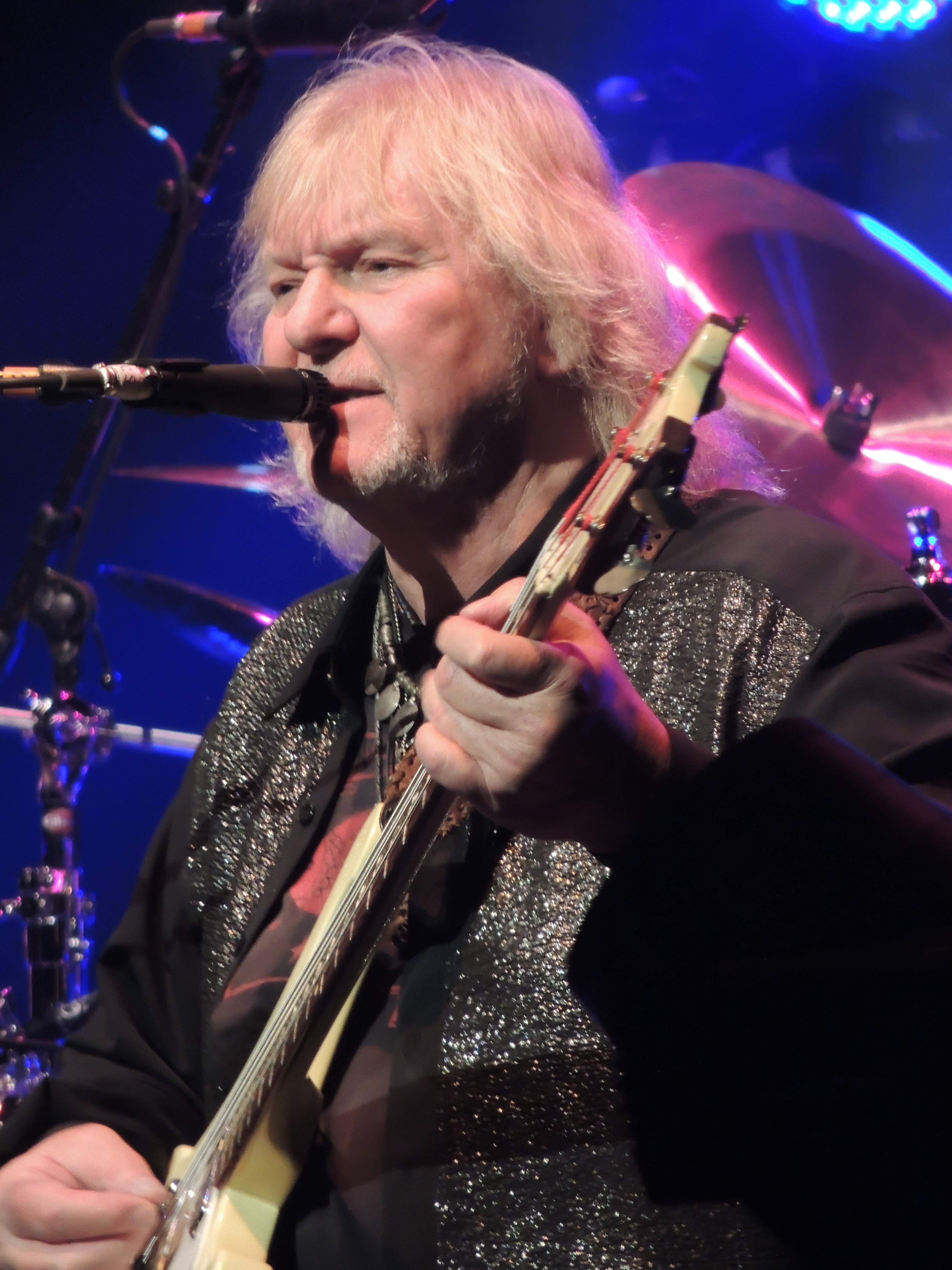
Chris Squire (1948–2015)

- Squire, Henri (* 2000), deutscher Tennisspieler
- Squire, John (* 1962), britischer Rock-Musiker
- Squire, John Collings (1884–1958), britischer Dichter, Schriftsteller und Historiker
- Squire, Katherine (1903–1995), US-amerikanische Theater- und Filmschauspielerin
- Squire, Larry R. (* 1941), US-amerikanischer Neurowissenschaftler
- Squire, Maud Hunt (1873–1954), US-amerikanische Malerin, Graphikerin und Buchillustratorin
- Squire, Norman (1909–1974), australischer Snookerspieler
- Squire, Peter (1945–2018), britischer Air Chief Marshal
- Squire, Rachel (1954–2006), britische Politikerin
- Squire, Robbie (* 1990), US-amerikanischer Mountainbike- und Straßenradrennfahrer
- Squire, Ronald (1886–1958), britischer Schauspieler
- Squire, Watson C. (1838–1926), US-amerikanischer Gouverneur und Senator von Washington
- Squires, Buddy, US-amerikanischer Kameramann, Filmregisseur und -produzent
- Squires, Donald F. (1927–2017), US-amerikanischer Meeresforscher und IT-Fachmann
- Squires, Greg (* 1988), US-amerikanisch-chinesischer Eishockeyspieler
- Squires, Hayley (* 1988), britische Schauspielerin und BühnenautorinHayley Squires (* 1988)

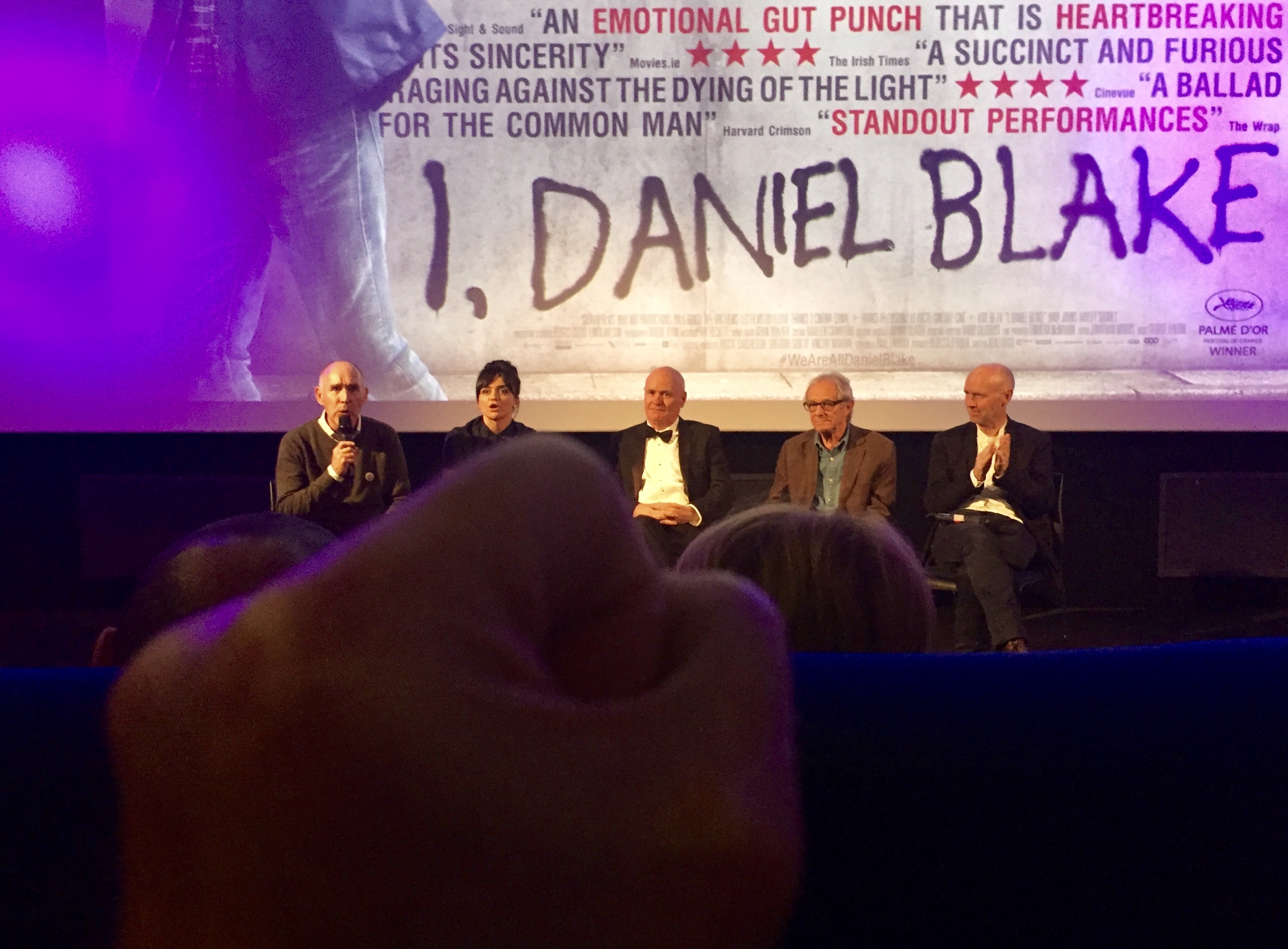
Hayley Squires (* 1988)

- Squires, Henry (1825–1907), US-amerikanischer Sänger
- Squires, Peter (* 1958), britischer Soziologe und Kriminologe
- Squires, Richard (1880–1940), kanadischer Politiker
- Squires, Scott (* 1956), US-amerikanischer Spezialeffektkünstler
- Squirru, Rafael (1925–2016), argentinischer Dichter, Redner, Kunstkritiker und Essayist
- Squitieri, Arnold (1936–2022), US-amerikanischer Mobster und Drogenhändler der Gambino-Familie
- Squitieri, Pasquale (1938–2017), italienischer Filmregisseur und Politiker
- Squitti di Palermiti e Guarna, Nicola (1853–1933), italienischer Diplomat und Senator, Gesandter im Königreich Serbien
- Squizzi, Lorenzo (* 1974), italienischer Fußballspieler
- Squyres, Steve (* 1956), US-amerikanischer Astronom
- Squyres, Tim (* 1959), US-amerikanischer Filmeditor